# Kevin Jarre
Pour les articles homonymes, voir Jarre.
Kevin Jarre est un scénariste américain né à Détroit (Michigan) le 6 août 1954 et mort d'une crise cardiaque à Santa Monica, Californie le 3 avril 2011. Il est le fils de l'actrice Laura Devon et de son deuxième mari, Cleland B. Clark, et a été adopté à l'âge de 13 ans par le compositeur Maurice Jarre après son mariage avec cette dernière. Il est le demi-frère du musicien Jean-Michel Jarre et de la scénographe Stéfanie Jarre, tous deux enfants de Maurice Jarre, et respectivement fils de France Pejot, et fille de Dany Saval.

## Filmographie
- 1985 : Rambo II
- 1989 : Glory
- 1993 : Tombstone
- 1997 : Ennemis rapprochés
- 1999 : La Momie